# Ion Piso
Ion Piso (n. 1926) este un renumit tenor de talie internațională, cu peste 200 de turnee internaționale.

## Biografie
A studiat la Academia de Muzică din Cluj, unde l-a avut ca profesor pe marele bariton și reputat pedagog Gogu Simionescu.
A fost prim solist al Operei Române din Cluj (1949-1960), al celei din Operei Naționale Romane din București (1964-1968) și al Metropolitan Opera din New York (1965-1966). În 1968, Ion Piso și soția sa Livia Piso, s-au stabilit în Germania. Ei au revenit în România în 1990, atunci când  Ion Piso a fost invitat să devină director al Operei din Cluj.
A cunoscut succesul și pe scenele operelor din Paris (Opera Garnier), Liège, Dublin, Petersburg, Moscova, Kiev, Odessa, Tbilisi, Novosibirsk, Bratislava, Ankara, Varna, Poznan, Bonn, Berlin, Frankfurt, Hamburg, Köln, Oldenburg, Stuttgart, München, Zürich, Teheran, Coruña sau Oslo. 
A fost admirat și aclamat în roluri jucate precum:
- Ducele de Mantova (din Rigoletto),
- Alfredo (Traviata),
- Des Grieux (Manon Lescaut (Puccini)),
- Werther, Maurizio, conte de Saxonia (din Adriana Lecouvreur) de Francesco Cilea,
- Don Carlos, Edgardo (din Lucia di Lammermoor),
- Lenski (din Evgheni Oneghin),
- Pinkerton (Madama Butterfly)

Criticul Edgar Hobinka spunea in Wetzlarer Neue-Zeitung: „Jon Piso este acasă pe aproape toate scenele europene și din USA” sau „Ion Piso este un excelent tenor liric cu o voce de calitate și o splendidă școală; poate și știe să susțină acute strălucitoare cu un volum remarcabil, în așa fel încât entuziasmează publicul, care i-a apreciat și marele său stil precum și frumusețea vocii”
Este membru al Uniunii Compozitorilor și Muzicologilor din România, membru al „World Institute for Opera and Poetry”, UNESCO, director al Teatrului de Stat din Oldenburg (Germania).

## Opere scrise
În anul 2000, apare cartea sa Cibernetica fonației în canto și lied, la Editura Muzicală din București, 2000
Antifonarul epistolar (la Editura Albatros din București), 2004
Criza operei - Revistei „Muzica”, din București, în decursul anilor 2006-2007
Unele probleme în legătură cu înscenarea operei Oedipe de G. Enescu
Criza operei. Studiu de hermeneutică muzicală, publicată de Editura Eikon în anul 2015
Grai și cânt. Studiu de cibernetică, la Editura Eikon, 2016

## Premii și titluri
Doctor Honoris Causa al Academiei de Muzică „Gh. Dima”, 2016

## Distincții
- Medalia Muncii (30 martie 1954) „pentru merite în activitatea artistică”[3]
- titlul de Artist Emerit al Republicii Populare Romîne (13 ianuarie 1964) „pentru merite deosebite în activitatea desfășurată in domeniul teatrului, muzicii și artelor plastice”[4]
- Ordinul „Meritul Cultural” clasa a III-a (12 septembrie 1968) „cu prilejul împlinirii a 100 de ani de la înființarea Filarmonicii «George Enescu» din București, [...] pentru merite deosebite în activitatea muzicală”[5]
- Ordinul național „Steaua României” în grad de Comandor (1 decembrie 2000) „pentru realizări artistice remarcabile și pentru promovarea culturii, de Ziua Națională a României”[6]